# Kevin O'Neill
Kevin O'Neil (22 de agosto de 1953 – 7 de novembro de 2022) foi um quadrinista britânico, mais conhecido por seu trabalho nos desenhos de Marshal Law (com o roteirista Pat Mills) e The League of Extraordinary Gentlemen (com o roteirista Alan Moore). Por seu trabalho neste último, ganhou o Eisner Awards de 2003 e o Troféu HQ Mix de 2001 e 2004 (no caso do HQ Mix, pelas edições brasileiras da obra).

### Quadrinhos
- Tharg's Future Shocks:
  - "Wings" (roteiro e arte, em 2000 AD No. 28, 1977)
  - "Play Pool!" (com Kelvin Gosnell, em 2000 AD No. 36, 1977)
- Bonjo from Beyond the Stars (roteiro e arte, em 2000 AD #41–49, 1977)
- M.A.C.H.0: "Cyborg Express" (com Henry Miller, em 2000AD Sci-Fi Special 1978)
- Ro-Busters (com Pat Mills, coleção The Complete Ro-Busters, 336 páginas, Rebellion, novembro de 2008, ISBN 1-905437-82-X):
  - "Hammerstein's War Memoirs" (em 2000 AD No. 88, 90, 1978)
  - "Fall & Rise of Ro-Jaws and Hammerstein" (em 2000 AD #103–115, 1979)
- ABC Warriors (com Pat Mills, coleção The Meknificent Seven, 136 páginas, Rebellion, 2009, ISBN 978-1-906735-08-1):
  - "ABC Warriors" (em 2000 AD No. 119, 1979)
  - "The Order of Knights Martial" (em 2000 AD #123–124, 1979)
- Captain Klep (em edições ocasionais de 2000 AD between #127–155, 1979–1980)
- Ro-Jaws' Robo-Tales: "The Inside Story" (com Pat Mills, em 2000 AD No. 144, 1979)
- Walter's Robo-Tales: "Shok!" (co-autor e artista, com o escritor Steve MacManus, em Judge Dredd Annual 1981, 1980)[8]
- Dash Decent (com Dave Angus, em 2000 AD #178–198, 1980–1981)
- Nemesis the Warlock (por Pat Mills):
  - Volume 1 (2007, ISBN 1-905437-11-0):
    - "Terror Tube" (em 2000 AD #167, 1980)
    - "Killer Watt" (em 2000 AD #178–179, 1980)
    - "The Sword Sinister" (em 1981 Sci-Fi Special)
    - "The World of Termight (Book 1)" (em 2000 AD #222–244, 1981)
    - "The Secret Life of the Blitzspear" (em 2000 AD Annual 1983, 1982)
    - "The World of Nemesis (Book 3)" (em 2000 AD #335–349, 1983)
    - "The Gothic Empire (Book 4)" (apenas os dois primeiros episódios, em 2000 AD #387–388, 1984)

  - Volume 2 (August 2007, ISBN 1-905437-36-6):
    - "A Day in the Death of Torquemada" (em 2000 AD Annual 1984, 1983)
    - "The Secret Life of the Blitzspear" (em 2000 AD Annual 1984, 1983)
    - "Ego Trip" (em 2000 AD #430, 1985)
    - "The Torture Tube" (em Dice Man No. 1, 1986)
    - "Torquemada the God" (em 2000 AD #520–524, 1987)
    - Torquemada: "Torquemada's Second Honeymoon" (com Pat Mills, em 2000 AD Annual 1988, 1987)

  - Volume 3 (Dez. 2007, ISBN 1-905437-36-6):
    - "Book X: The Final Conflict" (em 2000 AD Prog 2000, 1999)

  - "The Tomb of Torquemada" (em Poster Prog Nemesis #1, 1994)
- DC Universe: The Stories of Alan Moore (com Alan Moore, trade brochura, 2003, Titan, ISBN 1-84576-257-6, DC, ISBN 1-4012-0927-0):
  - Omega Men #26: "Brief Lives" (DC, 1985)
  - Tales of the Green Lantern Corps Annual #2: "Tygers" (DC, 1986)
- Metalzoic (com Pat Mills, DC Graphic Novel, 1986, ISBN 0-930289-10-2)
- Judge Dredd (com John Wagner/Alan Grant):
  - "The Law According to Dredd" (em 2000 AD #474–475, 1986)
  - "Varks" (em 2000 AD No. 503, 1986)
  - "What If Judges Did Ads?" (em 2000 AD No. 521, 1987)
- Marshal Law (com Pat Mills):
  - Fear and Loathing (Marshal Law #1-6, Epic Comics, 1990, ISBN 0-87135-676-7)
  - Blood Sweat and Tears (Kingdom of the Blind, Hateful Dead, and Super Babylon, Dark Horse, 1993, ISBN 1-878574-95-7).
  - Fear and Loathing (Marshal Law #1-6 Titan, 2002, ISBN 1-84023-452-0)
  - Blood, Sweat and Fears (Kingdom of the Blind, Hateful Dead, and Super Babylon, Titan Books, 2003, ISBN 1-84023-526-8)
  - Fear Asylum (Takes Manhattan, Secret Tribunal, e vs The Mask, Titan Books, 2003, ISBN 1-84023-699-X)
  - The Day of the Dead (uma novela ilustrada, Titan Books, 2004, ISBN 1-84023-636-1)
  - Cloak of Evil (uma novela ilustrada, Titan Books, 2006, ISBN 1-84023-683-3)
- "The Abyss Also Grasps" (com o escritor Aldyth Beltane, em Negative Burn No. 31, Caliber Comics, Jan.1996, em Negative Burn: The Best from 1993–1998, Desperado Publishing, Jan. 2005, ISBN 1-58240-452-6)
- The League of Extraordinary Gentlemen (com Alan Moore):
  - Volume I (série limitada de 6 edições, DC Comics/Wildstorm/ABC, 1999–2000, edição de capa dura, 2001, ISBN 1-56389-665-6, brochura, 2002, ISBN 1-56389-858-6)
  - Volume II (DC Comics/Wildstorm/ABC, Série limitada de 6 edições, 2002–2003, edição de capa dura, 2003, ISBN 1-4012-0117-2, brochura, 2004, ISBN 1-4012-0118-0)
  - Black Dossier (DC Comics/Wildstorm/ABC, graphic novel, hardback, Nov. 2007, ISBN 1-4012-0306-X)
  - Volume III: Century (Minissérie de romance gráfico de 3 edições, em andamento):
    - 1910 (80 páginas, Top Shelf Productions, Abr. 2009, ISBN 1-60309-000-2, Knockabout Comics, Mai. 2009, ISBN 0-86166-160-5)

  - Volume IV: The Tempest

### Romances
- Serial Killer (com coautoria de Pat Mills, Millsverse Books, 2017, ISBN 978-0-9956612-0-2)